# 吉野洲太
吉野 洲太（よしの しゅうた、1943年（昭和18年）3月20日 - ）は、日本の元プロボクサー。東拳に所属していた。

## 経歴・人物
日本大学在学中に、1964年東京オリンピックに男子フライ級で出場し、東ドイツのオットー・バビアッシュ(Otto Babiasch)に敗れ、2回戦敗退した。 
1966年にプロ転向。
1968年12月23日、後のWBA世界フライ級王者大場政夫に敗れ引退。

## 戦績
- アマチュア：120戦 104勝 28KO 16敗
- プロ：16戦 5勝 6敗 5分